# Yann Genty
Yann Genty (Enghien-les-Bains, 1981. december 26. –) olimpiai bajnok francia válogatott kézilabdázó, kapus.

## Pályafutása
Gyerekként Yann Genty szélsőként kezdett ismerkedni a kézilabdával, aztán amikor tinédzserként a csapat akkori kapusa, Éric Boisse sportágat váltott és a vívással kezdett komolyabban foglalkozni, a csapat edzője Gentyt állította a kapuba.
2008-ban igazolt az első osztályba frissen feljutó Aurillac HB CA csapatába. A következő években az első és a másodosztály között ingázó klubokban játszott, az áttörést 2014-ben érte el, amikor a Chambéry Savoie Handballhoz szerződött. Egyből az első szezonjában a bajnokság legjobb kapusának választották, és EHF-kupa selejtezős helyen végeztek a bajnokságban, így bemutatkozhatott a nemzetközi színtéren is, sőt rögtön a 2015–2016-os szezonban bejutottak az EHF-kupa Final Fourba.
Jó teljesítményére a válogatottnál is felfigyeltek, és 37 évesen, 2019-ben az utolsó két európa-bajnoki selejtező mérkőzésre Didier Dinart szövetségi kapitány behívta a keretbe Gentyt. A selejtezők után visszatérve csapatába Francia kupadöntőt játszott, és a Dunkerque HGL-t legyőzve megszerezte első trófeáját.
A 2019–2020-as idény után újabb szintet lépett, miután a bajnok és Bajnokok Ligája résztvevő Paris Saint-Germain Handball leigazolta.
2020-ban bekerült az Európa-bajnokságon részt vevő francia keretbe, de az első mérkőzésen sérülést szenvedett, így kikerült a csapatból. A 2021-re halasztott tokiói olimpián aranyérmes lett. Az olimpia után lemondta a válogatottságot.
2022-ben igazolt az előző francia bajnokság 13. helyén végző Limoges Handball csapatához. Következő szezonra a bajnoki újonc Saran Loiret Handballhoz került, akikkel nem sikerült a bennmaradást kivívnia. 2024-ben a görög bajnoki ezüstérmes, AEK H. C. játékosa lett.

## Sikerei, díjai
- Olimpiai bajnok: 2020
- Francia bajnokság győztese: 2021, 2022
- Francia kupa győztes: 2019, 2021, 2022